# Armillaria hinnulea
Armillaria hinnulea là một loài nấm trong họ Physalacriaceae. Loài hiếm này được tìm thấy ở Úc và New Zealand; ở Australia. Một nghiên cứu phát sinh loài năm 2008 của các quần thể ở Úc và New Zealand của loài A. hinnulea đề xuất rằng loài này đã được du nhập vào New Zealand từ Australia trong hai dịp, một dịp khá gần đây và một dịp khác từ lâu hơn nhiều.

## Hình ảnh

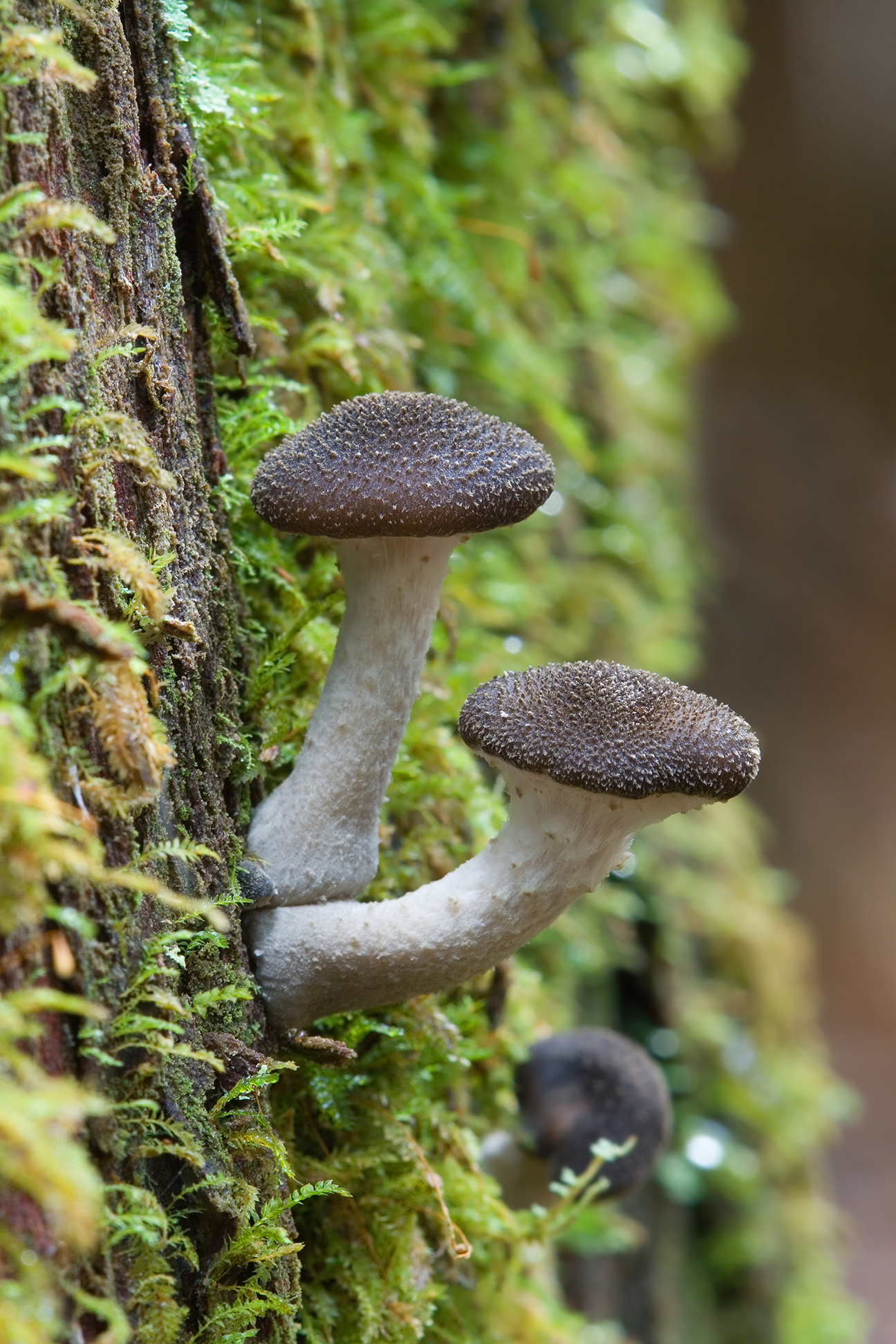
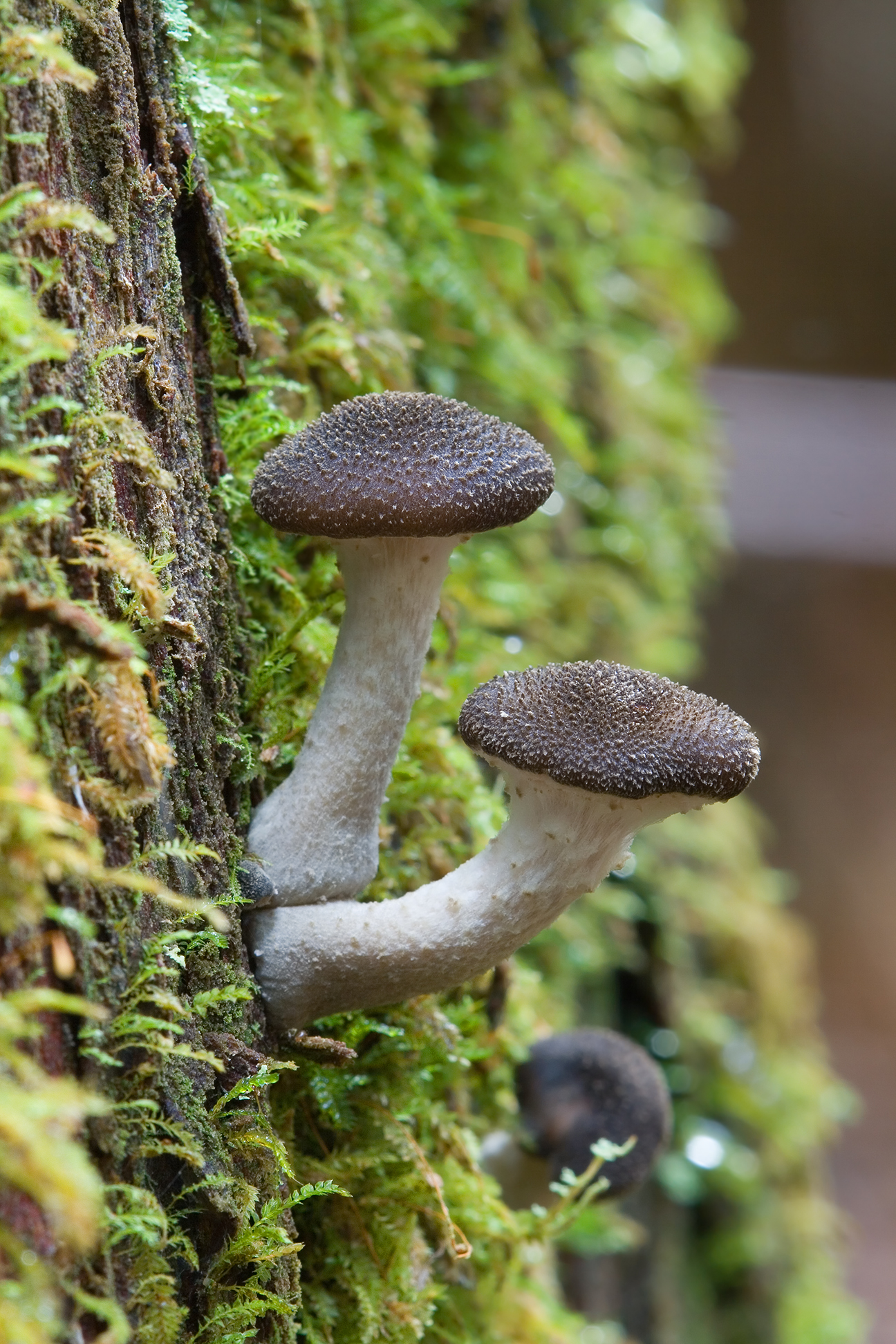
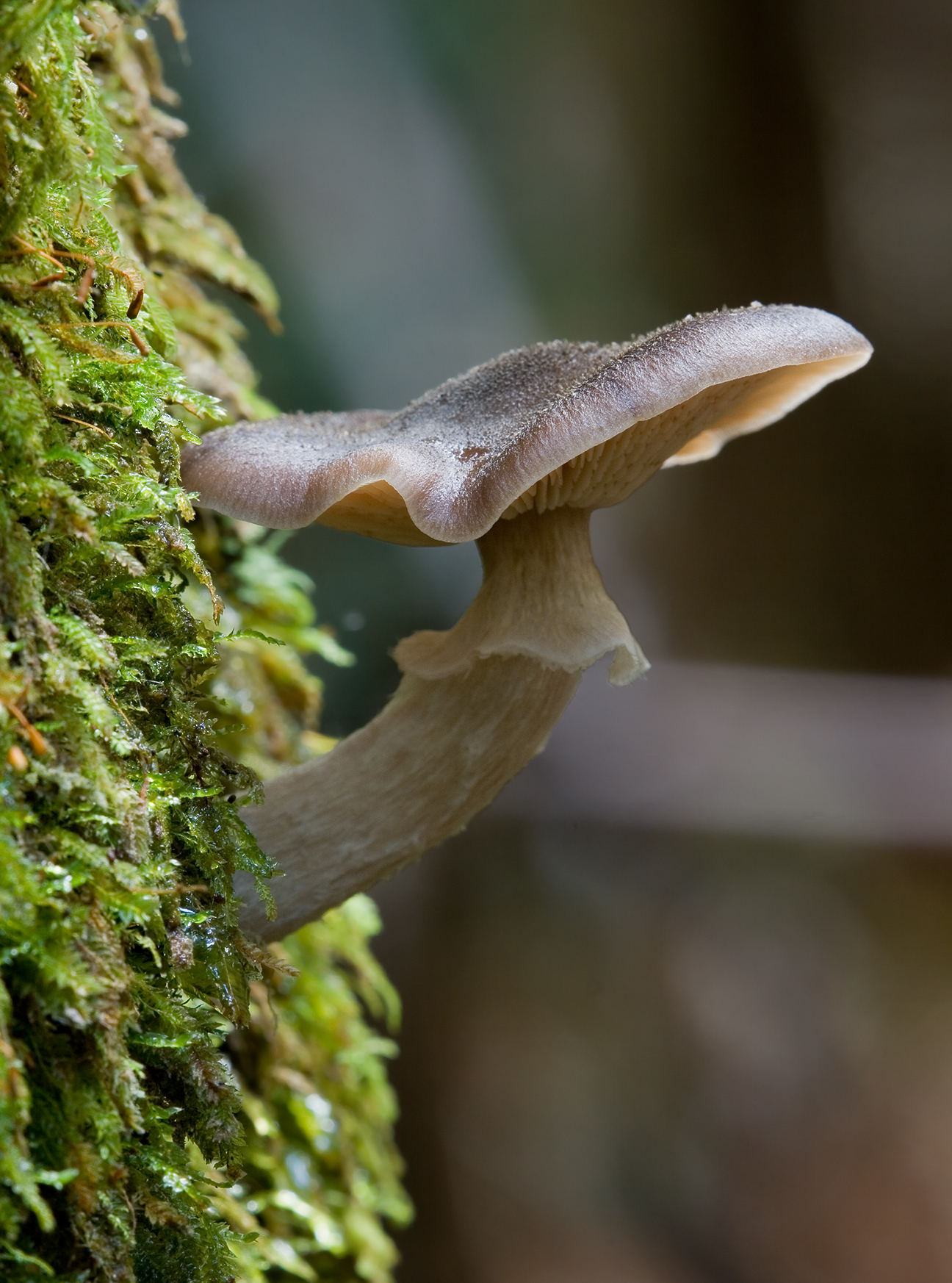
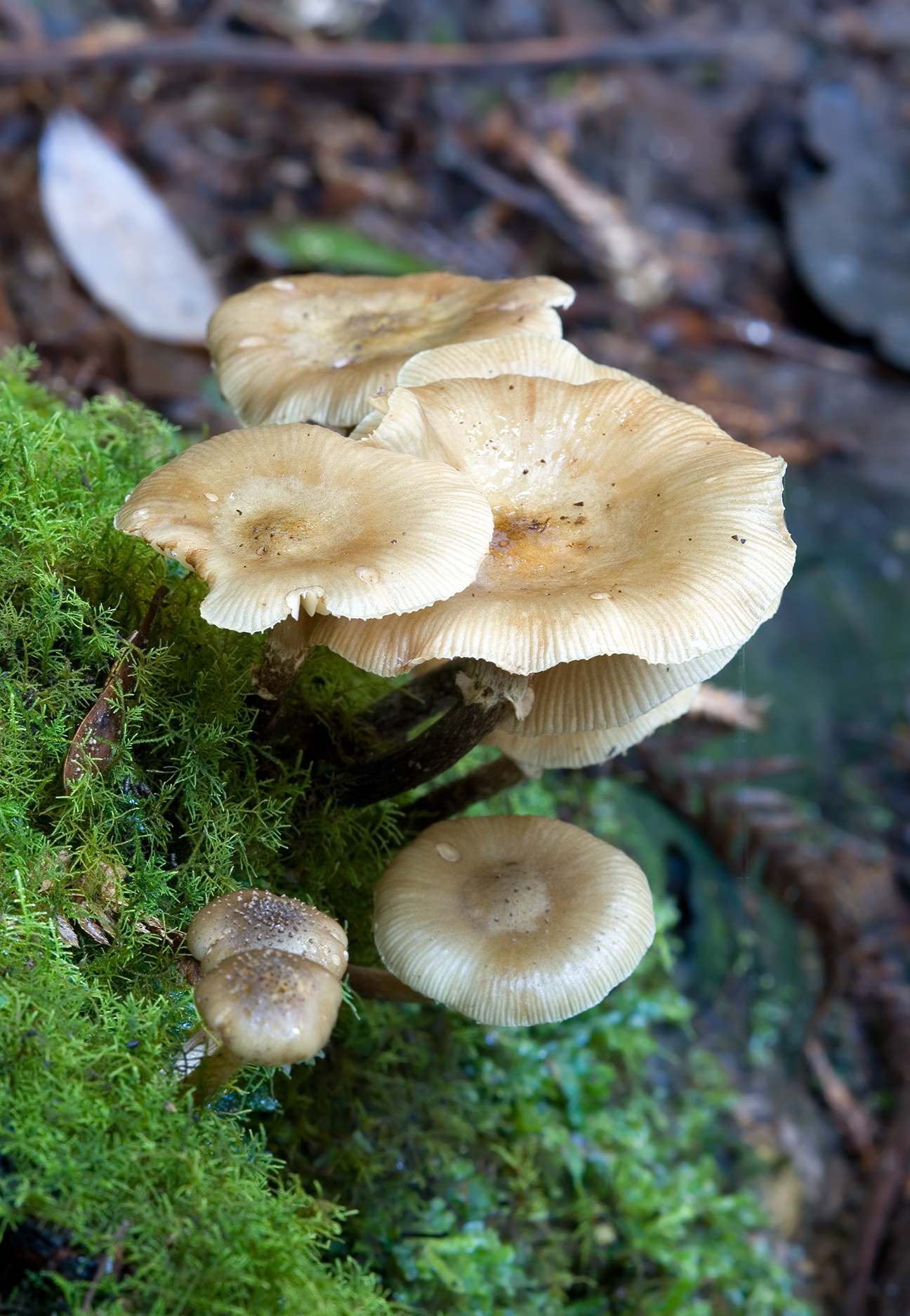